# Landtagswahlkreis Prignitz I
Der Wahlkreis Prignitz I (Wahlkreis 1) ist ein Landtagswahlkreis in Brandenburg. Er umfasst die Städte Wittenberge und Perleberg sowie die Gemeinden Plattenburg, Karstädt, Gumtow und die Ämter Bad Wilsnack/Weisen und Lenzen-Elbtalaue, die im Landkreis Prignitz liegen. Wahlberechtigt waren bei der letzten Landtagswahl 43.922 Einwohner.

## Landtagswahl 2024
Die Landtagswahl 2024 führte zu folgendem amtlichen  Ergebnis:
| Direktkandidat   | Partei                    | Erststimmen in % | Zweitstimmen in % |
| ---------------- | ------------------------- | ---------------- | ----------------- |
| Daniel Neubecker | SPD                       | 32,6             | 31,0              |
| Jean-René Adam   | AfD                       | 34,5             | 32,4              |
| Gordon Hoffmann  | CDU                       | 18,3             | 13,2              |
| Danny Schäffer   | GRÜNE                     | 1,3              | 1,9               |
| Thomas Domres    | Die Linke                 | 6,7              | 3,1               |
| Kornelia Britz   | BVB/FW                    | 5,2              | 2,3               |
| Kerstin Pein     | FDP                       | 0,7              | 0,4               |
| –                | Tierschutzpartei          | –                | 1,3               |
| –                | Plus (Piraten, ÖDP, Volt) | –                | 0,4               |
| –                | BSW                       | –                | 12,9              |
| –                | III. Weg                  | 0,8              | 0,4               |
| –                | DKP                       | –                | 0,02              |
| –                | DLW                       | –                | 0,4               |
| –                | WU                        | –                | 0,1               |

## Landtagswahl 2019
Bei der Landtagswahl 2019 wurde Harald Pohle im Wahlkreis direkt gewählt.
Die weiteren Wahlkreisergebnisse:
| Direktkandidat          | Partei           | Erststimmen in % | Zweitstimmen in % |
| ----------------------- | ---------------- | ---------------- | ----------------- |
| Harald Pohle            | SPD              | 26,6             | 31,5              |
| Gordon Hoffmann         | CDU              | 22,0             | 18,2              |
| Thomas Domres           | Die Linke        | 14,0             | 10,0              |
| Oliver Marko Czajkowski | AfD              | 20,7             | 22,5              |
| Rainer Schneewolf       | GRÜNE            | 6,5              | 6,9               |
| Maik Tesch              | BVB/FW           | 7,3              | 4,5               |
| –                       | PIRATEN          | –                | 0,5               |
| Michael Hintz           | FDP              | 3,1              | 3,4               |
| –                       | ÖDP              | –                | 0,3               |
| –                       | Tierschutzpartei | –                | 2,0               |
| –                       | V-Partei³        | –                | 0,1               |

## Landtagswahl 2014
Bei der Landtagswahl 2014 wurde Holger Rupprecht im Wahlkreis direkt gewählt.
Die weiteren Wahlkreisergebnisse:
| Direktkandidat         | Partei    | Erststimmen in % | Zweitstimmen in % |
| ---------------------- | --------- | ---------------- | ----------------- |
| Holger Rupprecht       | SPD       | 35,0             | 39,2              |
| Thomas Domres          | Die Linke | 23,4             | 18,4              |
| Gordon Hoffmann        | CDU       | 27,3             | 25,0              |
| Frank Heinke           | GRÜNE     | 3,6              | 3,6               |
| Andreas F. Schulz      | FDP       | 1,4              | 1,2               |
|                        | NPD       |                  | 1,7               |
| Jörg Arnold            | BVB/FW    | 1,4              | 1,0               |
|                        | REP       |                  | 0,1               |
|                        | DKP       |                  | 0,1               |
| Thomas Mario Schlaffke | AfD       | 8,0              | 8,8               |
|                        | PIRATEN   |                  | 0,8               |

## Landtagswahl 2009
Bei der Landtagswahl 2009 wurde Holger Rupprecht im Wahlkreis direkt gewählt.
Die weiteren Wahlkreisergebnisse:
| Direktkandidat    | Partei              | Erststimmen in % | Zweitstimmen in % |
| ----------------- | ------------------- | ---------------- | ----------------- |
| Holger Rupprecht  | SPD                 | 34,0             | 38,7              |
| Thomas Domres     | LINKE               | 29,7             | 26,1              |
| Gordon Hoffmann   | CDU                 | 22,6             | 20,6              |
| —                 | DVU                 | —                | 01,0              |
| Bärbel Treutler   | GRÜNE               | 03,5             | 03,1              |
| Andreas F. Schulz | FDP                 | 06,0             | 06,2              |
| —                 | 50Plus              | —                | 00,2              |
| —                 | DKP                 | —                | 00,1              |
| —                 | REP                 | —                | 00,1              |
| —                 | Die-Volksinitiative | —                | 00,1              |
| Peter Börs        | NPD                 | 02,8             | 02,4              |
| —                 | RRP                 | —                | 00,4              |
| Christian Stein   | Freie Wähler        | 01,3             | 00,8              |

## Landtagswahl 2004
Bei der Landtagswahl 2004 wurde Dagmar Ziegler im Wahlkreis direkt gewählt.
Die weiteren Wahlkreisergebnisse:
| Direktkandidat    | Partei          | Erststimmen in % | Zweitstimmen in % |
| ----------------- | --------------- | ---------------- | ----------------- |
| Dagmar Ziegler    | SPD             | 37,4             | 39,7              |
| Rainer Neumann    | CDU             | 22,4             | 20,1              |
| Thomas Domres     | PDS             | 27,9             | 24,2              |
| —                 | DVU             | —                | 05,9              |
| Helmut Adamaschek | GRÜNE           | 01,6             | 01,5              |
| Manfred Prietzel  | FDP             | 03,1             | 02,7              |
| Steffen Bethke    | AUB-Brandenburg | 05,6             | 02,2              |
| Mario Schulz      | JA              | 02,0             | 00,4              |
| —                 | AfW             | —                | 00,1              |
| —                 | DKP             | —                | 00,1              |
| —                 | GRAUE           | —                | 00,4              |
| —                 | FAMILIE         | —                | 02,0              |
| —                 | 50 Plus         | —                | 00,4              |
| —                 | Offensive D     | —                | 00,2              |
| —                 | BRB             | —                | 00,1              |